# Cardiotoxine
Cardiotoxine sind speziell auf den Herzmuskel wirkende Gifte. Funktionell wirken diese wie Neurotoxine.

Epirubicin, ein Cardiotoxin

Cardiotoxine finden sich vor allem in Schlangengiften, den Nesselgiften von Nesseltieren, bei Kröten und in anderen Tiergiften. Die Toxine wirken irreversibel depolarisierend auf die Zellmembranen der Herzmuskelzellen und führen dadurch zu einer Lähmung, deren Resultat ein Herzstillstand sein kann.
Alle Cardiotoxine der Giftnattern (Elapidae) sind Peptide bzw. Proteine mit einer Größe von 60 bis 63 Aminosäureeinheiten und vier Disulfidbrücken; sie werden auch kurz als CTX bezeichnet. Das auch als Cardiotoxin oder CTX II bezeichnete Gift der Indischen Kobra Naja naja ist in einer Konzentration von 10 µg/mL wirksam und führt in wenigen Minuten zur völligen Depolarisierung von Muskelzellen in vitro. Gifte von Vipern besitzen selten cardiotoxische Wirkung, sie wirken meist hämatotoxisch. 